# الدين في اليابان
الدين في اليابان (2018 - دراسة هيئة الإذاعة اليابانية)
هناك الكثير من الديانات في اليابان، إلا أنه بحسب إحصائيات وكالة الثقافة اليابانية هي حوالي 160 مليون نسمة يتبعون الشنتو، حوالي 96 مليون نسمة يتبعون البوذية، مليونَي يتبعون المسيحية، بالإضافة إلى مليون نسمة يتبعون الديانات الأخرى، وبجمع الأعداد يصبح العدد الكلي مساوياً 215 مليون نسمة وهذا يقابل تقريباً ضعف عدد سكان اليابان الحالي.
تأتي هذه الظاهرة من احتفال معظم اليابانيين بالأعياد والمناسبات التي تجري على مدار السنة والتي تتبع مختلف الديانات خاصة الشنتو والبوذية، حيث يتردد معظم سكان اليابان على المعابد البوذية وأضرحة الشنتو في المناسبات المختلفة، بالإضافة إلى إقامة البعض لحفلات الزفاف في الكنائس. حيث يذهب معظم الأشخاص في اليابان إلى أضرحة الشنتو في رأس السنة، ومهرجانات الربيع والصيف، كما يحتفلون بمهرجان أوبون الذي يتبع من البوذية كما تقام طقوس الدفن في الغالب على الطريقة البوذية، ويتبادلون الهدايا في عيد الميلاد وعيد الحب على الطريقة المسيحية.

## شنتو
ظهرت وتطورت في اليابان. لم تعرف ديانة الشنتو -والتي تركت أثرا بالغا قي التفكير الياباني- طريقها إلى الانتشار على غرار الديانات الأخرى. ليس لهذه الديانة تعاليم محددة، الشيء الذي جعلها تنفتح على العادات الدينية الأخرى بدون أن تؤثر هذه في خاصيتها وتأصلها الفريدين. الشنتو والتقاليد التي تلازمها ظلت دائما متواجدة في مظاهر الحياة اليومية اليابانية.
يصعب وصف الديانة الشنتوية لأنه وعكس كل الديانات الأخرى، لا يعرف لها مؤسس ولا معتقد تقوم عليه، لا يمكن أن نعرفها إلا عن طريق مجموعة من العادات والممارسات. عبر التاريخ نشأت وتطورت عدة فرق وطوائف تدعي كلها الانتماء إلى عقيدة الشنتو الأولية، ولكن أي من هذه الطوائف لم ينجح في أن يفرض نظرياته وادعاءاته.
اليابان عالم مغلق إلى القرن السادس؛ توافقت الشعوب المكوّنة له على إحيائية حلوليّة (تجزئ القوى الطبيعيّة) ومارست شعيرة بدائيّة. لّما انتشـرت البوذيّة، بدأت المعتقدات القديمة تسمّى بالشنتو’ كلمة صينيّة تعني „طريق الآلهة“ (باليابانيّة، كَم-نُ-مش), لتمييزها عن البُتْسُدُ، „طريق بوذا“. ستتَأثّر الدّياّنتان الواحدة بالأخرى في ما بعد.
عرفت الأساطير الشنتويّة بواسطة كتابات حرّرت في القرن الثامن: الكجك، “مجموعة الأشـياء القديمة ”, والنَّهُنْف، „مجموعَة أَخبـار اليابان“. ثّم ضبطت في القرن الَعاشـر الصلوات والطقـوس الدينيّة والأعياد السـنويّة الكبرى، في الأنْفِشِـِك، „تراتيب عهد الأنْف“. تثـير هذه النصوص مفهـوم “الكمي”، ترجمت ترجمة رديئة “باللة”. يمثل “الكميِ” كلّ طاقة كفيلة بأن تحوّل تحوّل الواقع: الآلهة الكبـار (أمَتِرَسُ، آلهة الشمس وعالم الأحياء؛ سُسَنُوُ، إلة المحيط والحبّ والفوضى)، لكن أيضا الأبطال والحكماء والحيوانات (الثعلب إنّنِ، محلّ عبادة الخصوبة، شعبيّة جدّا)، وقوى الطبيعية البَدَائيّة، إلّخ.مركز الثقل للشـنتو، هي طبيعة الإمبراطور الإلهيّة، المنحدر من أَمَتِرَسُ، آلة عظيمة يوجد معبدها في إس، بجزيرة هُنْشُ. لم يشتمل الشنتو الأصلي على الأخلاق، إلاّ أنّه يخشـى “الدّنس” -العاهة مثل الخطأ. نضـج تحت تأثير بالبوذيّة. مزج في القرن السـابع مذهبا بين البوذيّة والشنتو: فكوّن الرُّيُبُ-شنتو.
بعث الشـنتو من جديد بدءا من القرن السابع عشر بفعل مدرسـة الوَـفَكُ-شَ والشـيخ مُتُـوُر نُرِنَ فَ (1801-1730).وإثر سـقوط الشّوغون الأخير في 1868، جعلة الإمبراطور مُتْسُـهتُ دين الدّولة.ثم ما فتئ في القرن العشـرين أن صارَ مصدر إلهام في نظر الشعب الياباني.

## بوذية
هي ديانة أسست معتمدة على تعاليم بوذا 'المتيقظ". نشأت البوذية في شمالي الهند وتدريجياً انتشرت في أنحاء أسيا، التيبت فسريلانكا، ثم إلى الصين، منغوليا، كوريا، فاليابان.
تتمحور العقيدة البوذية حول 3 أمور (الجواهر الثلاث): أولها، الإيمان ببوذا كمعلّم مستنير للعقيدة البوذية، ثانيها، الإيمان بـ «دهارما»، وهي تعاليم بوذا وتسمّى هذه التعاليم بالحقيقة، ثالثها وآخرها، المجتمع البوذي. تعني كلمة بوذا بلغة بالي الهندية القديمة، «الرجل المتيقّظ» (وتترجم أحيانا بكلمة المستنير).
في اليابان تجري معظم طقوس الوفاة والدفن على الطريقة البوذية، وتعد طائفة الزن من أشهر طوائف البوذية في اليابان.
قدم رهبـان مَهَيَنِيَّة إلى كوريا سـنة 520. يمكن أن نلاحـظ ثلاث مراحل في دخول هذا الدين الجديد إلى اليابان، ذلك الذي حلّ مفارقاً مكان العبادة الأصليّة، في مثل هذا البلـد القومّي. اتّسـمت كلّ من هذه المراحل الثلاثة بنشأة ملل كبيرة، تجمّعت حول مركز دينيّ نشيط بصفة خاصة.
المرحلـة الأولى (710-794) هي مرحلة ملل نَزَ، انقرضت اليوم تقريبـا، إلاّ أنّها دعّمت الانصهار مع الشنتو، جاعلة من الآلهة أمَترَسُ بوذا وَيْرُكَنَ ومن إله الحرب هَشمَنْ إلها هو بُذسَتْوَ.
تميّزت ملـَل هَيْيَـنْ (794-1192) المتمركزة حول كيوتو (هَيْيَن-كيُ هو الاسم القديم لكيوتو) بصفتها الَسريّة، باعترافها الغامض. بمبدأ وحيد وبتأثيرات تَنْتْريّة غالبا ما تحوّلت إلى السـحر: فهي ملل تَنْدَيْ وشنْفُنْ، الموجودة دوما.
رأى شعب الكَمَكُرَ (1192-1603) الذي عكّرت صفوه النزاعات الإقطاعيّة، الدين من منظور عملي أكثر منه ميتافيزيقيا. آنذاك انبفت سبل النجاة الكبرى.
بحث الزَّنْ، المؤسّـس من قبل أَيْسَيْ (1215-1141) انطلاقا من مدرسـة التأمّل البوذيّة الصينيّة (تْشَـنْ) والذي نشـرة في القرن الثالث عشر شُيُ دَيْشِ، عن الإشراق (سَـتُرِ) الذي يسمح باكتشاف المطلَق. ثمن هذا الكشف الرّواقيّة، الصراح الرجولّي ضدّ الأهواء، السيطرة على الطاقات عند التحرّك. فهي سبيل النخبة والسّاموراي. الأمديَّة هيّ في المقابل ديانة النعمة والمنّة والاستسـلام المتوَاَضع للإله الرحيم، بوذا أَمتَبْهَ. نميّز في صلب الأمديّة الجُدُ-شُ، مدرسـة البلد النقَي، المؤسّسة من قبل هُنَنْ شُننْ في 1175، والجُدُ-شنْشُ، المقام.بموجب إصلاح حَوالي 1250. هذه الملل شعبيّة جدّا، لأنّها تستجيب لطموحات الضمير المشترك.
اضطهد الإمبراطور مُتْسُـهتُ البوذيّة بقسوة بين 1868 و 1889 . ثمّ بسبب فقر الشّـنتو اللاهوتي والأخلاقي أعيدت حرّية العبادات، وواصلت البوذيّــة - ذات القدرة العجيبة على التكيّف- بروزها في اليابان المعاصر، حيث تمارس البوذيّة والشنتويّة في آن واحد.

## عيد الشنتو: رقصة الأعيان
يحيي شعائر الشنتو مراسم الحياة، أكانت فرديّة أم طائفيّة (حيث أن البوذيّة تتكفّل بالموت والحداد). يسِمح الَمتْسُر، الحفل، بتشريك، في آن واحد، الكم، السلفَ الميّت، وأعضاء الطائفة الأحياء، في مَلهاة مقدّسة تعبّر عن فرحة الحياة ووحدة الكون.

## مسيحية

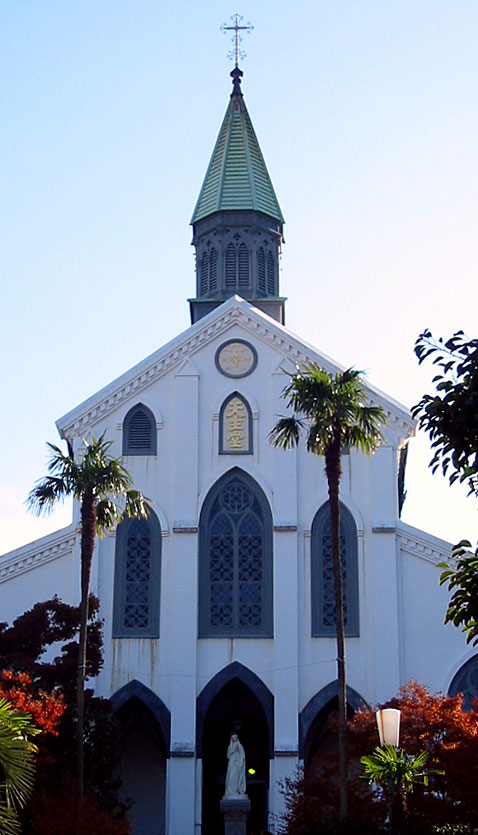
كنيسة آورا في ناكاساكي، معقل المسيحية الأول في اليابان، وتعد الكنيسة جزء من الكنوز الوطنيّة.

المسيحية في هي ثالث أكبر الجماعات الدينية في اليابان، وتختلف التقديرات حول نسبة المسيحيين في اليابان حيث تتراوح بين 2.3% إلى 6% في عام 2006 وذلك حسب إحصائية مؤسسة غالوب، مقارنةً بحوالي 1% عام 2000، واستنادًا إلى استطلاع عام 2006 الذي أجرته مؤسسة غالوب وجدت أن المسيحية هي الدين الأسرع انتشارًا بين الشباب الياباني. تأتي في مقدمة الطوائف المسيحية الكنائس البروتستانتية، وتليها كل من الكنيسة الرومانية الكاثوليكية والأرثوذكسية الشرقية.
في عام 2010 وصلت أعداد المسيحيين اليابانيين إلى حوالي مليونَي نسمة، ومعظمهم يعيشون في الجزء الغربي من البلاد، حيث تركزت معظم أنشطة المبشرين خلال القرن السادس عشر. وتضم كل من مدينة طوكيو ومحافظة كاناغاوا على أكبر عدد من المسيحيين، في حين لدى محافظة ناغاساكي أعلى نسبة من المسيحيين في البلاد؛ حيث يشكلون حوالي 5.1% في عام 1996.
وصلت المسيحية إلى اليابان بتأثير الدول الغربية والبعثات التبشيرية بدءا من القرن السادس عشر على يد فرنسيس كسفاريوس حيث أسس المبشرين الكاثوليك البرتغاليين مدينة ناكاساكي، لتكون مركزًا مسيحيا مهمًا في الشرق الأقصى، وبلغت أوجها في فترة مييجي عند تحرير العقيدة في اليابان. خلال فترة إيدو بين القرن السادس عشر والسابع عشر تم حظر المسيحية وإضطر أتباعها إلى التخفي وممارسة الشعائر المسيحية في الخفيَّة، وبعد رفع الحظر عن المسيحية في القرن التاسع عشر مع استعراش مييجي بدأ المسيحيين الكاثوليك في الظهور للعلن من جديد، تلاه قدوم البعثات التبشيرية البروتستانتية من أجل التبشير في اليابان، والذين تكثفت أنشطتهم بعد الحرب العالمية الثانية.
يظهر التأثير الثقافي الكبير للمسيحية في اليابان من خلال المدارس وغيرها من أشكال التأثير المختلفة، حيث أدّت المؤسسات التعليميّة المسيحية وظيفة هامة في رفع المستوي التعليمي في اليابان وتعتبر بعضها مؤسسات تعليمية مرموقة على مستوى العالم منها جامعة صوفيا في طوكيو، وجامعة دوشيشا ذات الخلفية المشيخية في كيوتو اليابانية. وتحتوي اليابان على الكثير من المدارس التي أسسها مبشرون ومسيحيون آخرون. وفقا لدارسة إحصائية، يلتحق واحد من كل عشرة يابانيين بمدرسة مسيحية في مرحلة ما في رحلتهم التعليمية الممتدة من رياض الأطفال إلى الكليات، كما وترأس ثمانية مسيحيين منصب رئيس وزراء اليابان مما يعكس تأثيرهم على المجتمع.
تُحظى الثقافة المسيحية، بشكل عام بصورة إيجابية وشعبيَّة في اليابان الكثير من اليابانيين على دراية بالجوانب المختلفة للثقافة المسيحية. ويهتم الكثير من اليابانيين بالفن والموسيقى المسيحية، كما أن عيد الميلاد هو فعالية راسخة في اليابان تُحظى بشعبية بين الناس من جميع الأعمار والخلفيات، كما يختار الكثير من الأزواج إقامة حفل زفافهم على الطراز المسيحي، حتى لو لم يكونوا يؤمنون بتلك الديانة. وتُحظى الثقافة المسيحية بشكل عام بصورة إيجابية في اليابان. وبالنسبة لمعظم اليابانيين، فإن اهتمامهم بالمسيحية هو نسخة من الإيمان الذي تم تجريده إلى حد ما من محتواه العقائدي.

## الإسلام
للإسلام في اليابان تاريخ طويل حيث انتشر الإسلام في اليابان عن طريق التجار الصينيين، فأخذوا معلوماتهم عنهم، ومما كتبه الأوروبيون، ثم بانفتاح اليابان على العالم الخارجي والاتصال بالبلاد الإسلامية بلغ عدد المسلمين في اليابان حسب إحصائيات 2010 ما يزيد عن 185,000 مسلم.

## القانون والدين
تنص الفقرة 20 من دستور اليابان على أن «حرية الدين مضمونة للجميع. لا يجب أن تحصل أي منظمة دينية على أي دعم مالي من الحكومة، أو أن تقوم بأي نشاط سياسي».